# Villa Josefina
Villa Josefina es una localidad argentina ubicada en el departamento Castellanos de la provincia de Santa Fe. Se desarrolló sobre una estación de ferrocarril, ubicada 6 km al Sur de Josefina y 3 km al este de Frontera, de la cual depende administrativamente.
Cuenta con una dependencia policial, y una escuela secundaria.

## Población
Cuenta con 112 habitantes (Indec, 2010), lo que representa un descenso del 3,45% frente a los 116 habitantes (Indec, 2001) del censo anterior.
| Gráfica de evolución demográfica de Villa Josefina entre 1991 y 2010 |
|                                                                      |
| Fuente: Censos nacionales del INDEC                                  |